# Germain Sotoing Taïwe
Germain Sotoing Taïwe est un physiologiste camerounais, chercheur associé et Professeur Titulaire des Universités à l'Université de Buéa, à l'origine des recherches sur les vertus analgésiques du pêcher africain. En 2016, l'hebdomadaire Jeune Afrique le classe parmi « les 50 personnalités qui feront le Cameroun ».

## Parcours
Germain Sotoing Taiwe a obtenu une maîtrise en Biologie Animal (2004), un Diplôme d’Étude Approfondie en Physiologie Animale (2007), et est titulaire d'un Doctorat/Ph.D en Biologie Animale option Physiologie (2011). Germain Sotoing Taiwe est Professeur Titulaire des Universités au Département de Biologie Animale et Conservation de la Faculté des Science de l’Université de Buéa, Cameroun, et Chef de Département de Biologie, à l'Ecole Normale Supérieur de l'Université de Buéa.

## Recherche scientifique
À partir de 2004, Germain Sotoing Taïwe mène des recherches sur le pêcher africain (Sarcocephalus latifolius), un arbre utilisé dans la médecine traditionnelle pour calmer la douleur et l'anxiété, mais aussi prévenir le diabète. En 2012, sa recherche permet de découvrir du tramadol, molécule de synthèse contre la douleur découverte en 1970. Il a d'abord été pensé que le tramadol était d'origine naturelle (fabriquée par la plante), mais en 2014, une étude a indiqué que la présence de la molécule était due à une contamination par le bétail, à qui elle avait été administrée. En 2015, une analyse au carbone-14 a permis de confirmer que le tramadol était d'origine synthétique.